# Nordmakedonska mästerskapet (volleyboll, damer)
Nordmakedonska mästerskapet är den högsta serien i volleyboll för damer i Nordmakedonien och utser de nordmakedonska mästarna. Mästerskapet har funnits sedan Nordmakedonien blev självständigt. Då Nordmakedonien innan dess var en del av Jugoslavien var den högsta serien Prva liga. 

## Resultat per år[1]
| Säsong                  | Podium                 | Podium                 | Podium           |
| Mästare                 | Tvåa                   | Trea                   |                  |
| ----------------------- | ---------------------- | ---------------------- | ---------------- |
| 1992/93 mer information | Rabotnički Skopje      |                        |                  |
| 1993/94 mer information | OK Strumica Zeni       |                        |                  |
| 1994/95 mer information | OK Strumica Zeni       |                        |                  |
| 1995/96 mer information | Rabotnički Skopje      |                        |                  |
| 1996/97 mer information | Rabotnički Skopje      |                        |                  |
| 1997/98 mer information | Rabotnički Skopje      |                        |                  |
| 1998/99 mer information | Rabotnički Skopje      |                        |                  |
| 1999/00 mer information | Rabotnički Skopje      |                        |                  |
| 2000/01 mer information | Kometal Student Skopje | Rabotnički Skopje      |                  |
| 2001/02 mer information | Kometal Student Skopje | Rabotnički Skopje      |                  |
| 2002/03 mer information | Kometal Student Skopje |                        |                  |
| 2003/04 mer information | Rabotnički Skopje      |                        |                  |
| 2004/05 mer information | Kometal Student Skopje |                        |                  |
| 2005/06 mer information | Rabotnički Skopje      | Kometal Student Skopje |                  |
| 2006/07 mer information | Rabotnički Skopje      |                        |                  |
| 2007/08 mer information | Forca Skopje           | Rabotnički Skopje      |                  |
| 2008/09 mer information | Forca Skopje           | Rabotnički Skopje      |                  |
| 2009/10 mer information | Forca Skopje           | Rabotnički Skopje      |                  |
| 2010/11 mer information | Forca Skopje           |                        |                  |
| 2011/12 mer information | Forca Skopje           | Foršped Veles          |                  |
| 2012/13 mer information | Forca Skopje           | OK Makedonijâ-Maks     |                  |
| 2013/14 mer information | Forca Skopje           | OK Janta Volej         |                  |
| 2014/15 mer information | Rabotnički Skopje      | OK Janta Volej         |                  |
| 2015/16 mer information | OK Janta Volej         | Rabotnički Skopje      |                  |
| 2016/17 mer information | SVSK Kumanovo          | OK Janta Volej         |                  |
| 2017/18 mer information | OK Janta Volej         | SVSK Kumanovo          |                  |
| 2018/19 mer information | Rabotnički Skopje      | Rabotnički Skopje 2    | Nakovski Volley  |
| 2019/20 mer information | ŽOK Vardar Skopje      | Rabotnički Skopje      | Nakovski Volley  |
| 2020/21 mer information | OK Janta Volej         | ŽOK Vardar Skopje      | OK Strumica Zeni |
| 2021/22 mer information | Rabotnički Skopje      |                        |                  |
| 2022/23 mer information | Rabotnički Skopje      | OK Janta Volej         |                  |